# 威廉·蘇雄
威廉·安東·蘇雄（德語：Wilhelm Anton Souchon，1864年6月2日—1946年1月13日）是一名德國海軍將領，最高軍階為海軍中將，以在第一次世界大戰期間指揮地中海分隊進入鄂圖曼帝國境內、而後成為該國海軍總司令，並迫使其加入同盟國陣營而聞名。

## 生平
蘇雄來自一個胡格諾家庭，父親是畫家威廉·斐迪南·蘇雄，母親柏林銀行董事的女兒夏洛特·瑙曼（Charlotte née Naumann）。蘇雄於1881年加入海軍，曾在「萊比錫號」小巡洋艦參加奪取西南非洲殖民地的行動。1894年5月20日至10月3日，蘇雄擔任「萊茵號」水雷訓練艦艦長。1900年4月，任岸防戰艦「奧丁號」號副艦長。
1904年4月，蘇雄任東亞分艦隊參謀長，曾於長江巡航，並訪問過中國高級政要。1906年6月，蘇雄轉任國家海軍辦公室，並晉升海軍上校。1907年10月，任前無畏艦「韦廷号」艦長。1909年9月，任波羅的海海軍站參謀長。1911年4月10日，晉升海軍少將。10月，蘇雄任「公海艦隊」第二戰艦中隊副司令。
1913年10月23日，蘇雄任地中海分隊分隊長，該分隊由「戈本號」大巡洋艦與小巡洋艦「布雷斯勞號」組成。1914年7月，奧匈帝國向塞爾維亞王國發出最後通牒。蘇雄擔憂一旦其他國家加入戰爭，地中海分隊將受困於亞得里亞海，因此當第一次世界大戰於1914年8月4日開始時，蘇雄立即砲轟法屬阿爾及利亞的博恩和菲利普維爾港口，他還成功躲過了英國地中海艦隊的追擊戰。1914年8月10日，地中海分隊抵達達達尼爾海峽。
經過兩天與鄂圖曼方面的談判，蘇雄的地中海分隊獲准前往伊斯坦布爾，隨後艦隊被正式編入鄂圖曼帝國海軍，而他本人也被任命為鄂圖曼帝國海軍總司令，一直任職到1917年9月。1914年10月29日，蘇雄率艦发动了黑海砲轟行動，将鄂圖曼帝国拖入第一次世界大战。當天蘇雄艦隊在未宣而戰的情況下於俄軍水域布雷、炮击了俄軍黑海軍港塞瓦斯托波尔、敖德萨等地，還摧毁俄軍扫雷舰「普鲁特号」（Prut）。1914年11月2日，俄罗斯向鄂圖曼帝国宣战。11月5日，英国跟进。1914年11月12日，鄂圖曼帝國向协约国宣战。在接下来的三年里，蘇雄试图改革鄂圖曼帝国海军，同时对黑海的俄罗斯航运、港口和沿海设施进行了多次袭击。1916年10月29日，蘇雄晉升海軍中將，并被授予德国最高军事勋章功勳勳章。1917年9月，蘇雄回到德国。擔任阿尔比恩行动的「公海舰队」第四戰艦中队司令。戰爭末期，蘇雄還擔任了帝国海军基尔基地司令。
1918年11月3日，基尔港發生譁變，蘇雄請求港外提供部隊鎮壓，但他的参谋們聲稱局勢已控制，因此撤销了军事支援請求。然而11月4日，因局勢惡化，蘇雄不得不再次提出请求。共計六个步兵连被派往基尔，但這些部隊反而倒戈到叛軍一側，蘇雄不得不进行谈判，并下令撤走这些部队。1919年蘇雄退役。
1946年1月13日，蘇雄於不来梅去世。
值得一提的是，蘇雄之孫赫爾曼·蘇雄是殺害羅莎·盧森堡的兇手之一。

## 資料來源
1. ↑  Henry Morgenthau. . net.lib.byu.edu.   [21 September 2016]. （原始内容存档于2007-10-16）.
2. ↑  SPIEGEL, DER. . www.spiegel.de.   [2021-06-05]. （原始内容存档于2009-12-12） （德语）.